# Пакистано-эмиратские отношения
Пакистано-эмиратские отношения — двусторонние дипломатические отношения между Пакистаном и Объединёнными Арабскими Эмиратами (ОАЭ).

## История
В 1971 году Пакистан стал первой страной, официально признавшей независимость ОАЭ. Правительство Пакистана оказало помощь молодой стране в становлении вооружённых сил, полиции, систем здравоохранения и образования. В 1972 году президент ОАЭ Заид ибн Султан Аль Нахайян осуществил первый государственный визит в Исламабад. В 1986 году при финансовом содействии ОАЭ в городе Лахоре был построен госпиталь. 
В последние годы отношения между странами несколько испортились, сказался отказ правительства Пакистана направлять своих военнослужащих для участия в интервенции в Ливии и гражданской войне в Йемене, несмотря на просьбы властей ОАЭ.

## Торговля
В 2013 году в ОАЭ проживало около 1,7 млн. пакистанских рабочих. В 2014 году объём товарооборота между странами составил сумму 9 млрд. долларов США. Экспорт Пакистана в ОАЭ: продукты питания и текстиль. Экспорт ОАЭ в Пакистан: нефть и золото. ОАЭ является крупнейшим торговым партнёром Пакистана. 

## Дипломатические представительства
- Пакистан имеет  генеральное консульство в Абу-Даби[6].
- У ОАЭ имеется посольство в Исламабаде[7].